# کلاس-اریک ژورینگ
کلاس-اریک ژورینگ (به انگلیسی: Klaas-Erik Zwering) (زادهٔ ۱۹ مهٔ ۱۹۸۱) شناگر اهل هلند است.